# Ренсковый погреб
Ренсковый погреб — в Российской империи магазин, торгующий алкогольными напитками навынос.
Первоначально предназначался для торговли зарубежными винами (само слово «ренсковый» происходит от рейнских вин), однако со временем была разрешена продажа всяких алкогольных напитков, в том числе пива, портера и мёда. В отличие от многих других питейных заведений (корчмы, винные и ведёрные лавки и т. п.) ренсковые погреба имели право на продажу не только русских, но и иностранных напитков. Ренсковые погреба могли продавать крепкие напитки в количестве не более трёх вёдер (около 37 литров), за исключением виноградных вин, на отпуск которых не было ограничений. В городских ренсковых погребах допускался разлив спирта на тех же основаниях, что и в ведёрных лавках.
Согласно законам 1830-х годов, ренсковые погреба не подвергались налогообложению, однако для продажи отечественных водок нужно было получить свидетельство из Казенной Палаты.
В сельской местности запрещалась продажа алкогольных напитков во время воскресных служб и литургий. Обязанность за контролем этого закона ложилась на сельского старосту.
В сельской местности случались злоупотребления, связанные с торговлей низкокачественным вином и распивочной продажей. Из-за этого закон 1893 года запретил очистку и разлив вина в ренсковых погребах вне городских поселений.
Контроль за работой ренсковых погребов осуществлялся чиновниками, отправляемыми с ревизией Казённой палатой.